# Torre del caricatore di Girgenti
La Torre del caricatore (Turris marittimae Agrigenti) è un edificio di origine medievale presente nel centro urbano di Porto Empedocle, in prossimità dell'entrata al porto.
Costruita intorno al XIV secolo (si hanno testimonianze a partire dal 1355), aveva lo scopo di presidiare la costa agrigentina da possibili invasioni saracene.
La torre è stata a lungo adibita a carcere: nel 1848 fu teatro del massacro di 114 detenuti inermi, reso noto dal celebre scrittore empedoclino Andrea Camilleri nell'opera "La strage dimenticata". Oggi è adibita a centro artistico-culturale. Il complesso architettonico, a pianta quadrata, è di proprietà del Comune di Porto Empedocle ed è conservato nelle sue parti principali.

## Descrizione
La torre è una struttura dalla forma di piramide tronca costituita da muri molto spessi che misurano 2,60 m per lato. Le sale interne, illuminate da alcune feritoie, sono coperte da volte a crociera. L'ingresso principale è di recente fattura, mentre prima per accedere all'interno della torre bisognava utilizzare una scala che portava a 7,00 m di altezza dal piano di calpestio.